# Jehan Revert
Jehan Revert, né le 10 février 1920 au Raincy (Seine-et-Oise) et mort le 29 avril 2015 à Paris, est un prêtre sulpicien et musicien français. Il a été le maître de chapelle de la cathédrale Notre-Dame de Paris de 1959 à 1991.

## Biographie

### Jeunesse
Né en 1920 au Raincy, Jehan Revert fait ses premières armes d’enfant de chœur dans la nouvelle église de la ville, édifiée en 1922. Son père, employé des Chemins de fer, est muté à Noisy-le-Sec, qui dépend du diocèse de Paris. Il peut alors entrer à la Maîtrise de Notre-Dame, et y suivre le solide enseignement musical et général prodigué dans l’Hôtel Gaillon à quelques mètres de la cathédrale. Il sert chaque jour les messes basses célébrées dans les chapelles latérales par les chanoines, le chant n’ayant cours que le dimanche.
Il fait à la Maîtrise ses classes de 6e, 5e et 4e puis entre au petit séminaire de Conflans, à Charenton, où il restera de la 3e à la terminale. L’établissement dispense un enseignement musical assez complet, sous la houlette du chanoine Paul Vallet, ancien élève de la Schola Cantorum, maître de chapelle et professeur de piano et d’harmonium. Jehan Revert tient régulièrement l’orgue et l’harmonium durant les offices, et découvre avec enchantement la polyphonie vocale de la Renaissance.
Au fil de ces années, sa vocation de prêtre a pris forme, naturellement, presque insensiblement, et il entre au grand séminaire Saint-Sulpice, à Issy-les-Moulineaux. L’enseignement musical s’y résume à des cours de chant grégorien et polyphonique sous la direction du père Henri Lesourd et du père Jean Rupp avant la guerre de 1939, puis à partir de 1942 avec le père Émile Berrar que le jeune abbé Jehan Revert devait retrouver plus tard à la cathédrale Notre-Dame. Une fois par mois, il partage avec trois autres élèves une heure de cours d’orgue au domicile d’André Marchal.

### Prêtrise
Jehan Revert est ordonné prêtre à Notre-Dame en mars 1944, au cours d’une cérémonie inhabituelle et anticipée : les menaces de réquisition pour le Service du travail obligatoire étant fortes, au moins, le cas échéant, les jeunes gens pourront y partir en qualité de prêtres. Pour son premier poste, il est nommé professeur au petit séminaire, ce qui l’amène à suivre des cours de licence pour obtenir les nécessaires « degrés académiques ». À l’enseignement du français, du latin et du grec aux élèves de 6e s’ajoute, dès la seconde année, la charge de préfet de division des 7e et 6e, à savoir la supervision de l’ordre et de la formation générale, spirituelle et religieuse.
Lorsque le maître de chapelle Jacques Delarue quitte l’établissement en 1947, Jehan Revert prend sa succession. Il a désormais la responsabilité des études musicales, enseigne le piano et assure les répétitions vocales. Parallèlement, il conserve quelque temps sa charge de préfet, avant d’obtenir un poste moins astreignant de professeur en 3e. Il finit en même temps sa licence de lettres classiques (français, latin, grec), en plus d’un cursus d’histoire de la musique.
En 1953, il est nommé à la Maîtrise de Notre-Dame, comme directeur de l’école. Il prend en charge la vie matérielle de l’établissement; du ravitaillement aux Halles aux prêches le dimanche pour alimenter l’œuvre des vocations. Au décès du chanoine Merret six ans plus tard, on lui confie en plus les fonctions de maître de chapelle.

### Maître de chapelle
En 1963, le père Revert participe aux festivités du huitième centenaire de la cathédrale. Il est chargé d’organiser un concert historique, retraçant huit siècles de musique à la cathédrale : les polyphonies de Pérotin et des maîtres de chapelle successifs y côtoient les œuvres des musiciens du grand siècle et Pierre Cochereau interprète la Marche triomphale pour le centenaire de Napoléon de Vierne et sa propre Paraphrase de la Dédicace. Ce concert est une première pour la Maîtrise : jusqu’alors, le chœur n’intervenait que lors des offices.
L’un des rôles les plus marquants du père Revert aura été d’accompagner le bouleversement liturgique déclenché par le concile Vatican II. Avant le concile, le chapitre des chanoines et la Maîtrise célébraient les offices dans le chœur, tournés vers le maître-autel couronné par la pietà située au fond de la cathédrale, tournant ainsi le dos à l’assemblée. Après le concile, chanoines et enfants de chœur se retournent en direction du grand orgue et des fidèles grâce au déplacement des célébrations à la croisée du transept, où trônera désormais le maître-autel ; cette proximité nouvelle avec l’assemblée fut appuyée par la mise en place d’un système de sonorisation.
Ce changement se double bientôt du passage à la langue vernaculaire. Mgr Emile Berrar, archiprêtre de Notre-Dame à partir de 1967, est chargé par Mgr Pierre Veuillot, archevêque de Paris, d’instaurer le rite en français. Au père Revert, qui entre-temps a été fait chanoine, échoit la tâche de rédiger les monitions présentant en français ce qui allait être dit en latin et, avec le père Jacques Leclercq, d’adapter l’office en français. Jehan Revert modernise au passage le répertoire des psaumes, tout en s’inscrivant dans la tradition du faux-bourdon chère à Notre-Dame.
La cathédrale connaît alors un essor liturgique, spirituel et culturel sous l’impulsion d’un trio composé de Mgr Émile Berrar, du chanoine Revert et de Pierre Cochereau. La vie musicale se développe avec des auditions d’orgue hebdomadaires et chaque mois des grands concerts du soir. Durant ces années, la Maîtrise des enfants voit ses effectifs avoisiner la centaine et, à partir de 1969, une chorale de femmes et d’hommes bénévoles s’y adjoint pour animer les offices rendus plus nombreux par le développement liturgique pro servitio multiplicando, « pour amplifier le service divin » écrivait-on au XIIIe siècle. Le chanoine Revert est l’infatigable cheville ouvrière de ces manifestations : il organise et dirige les concerts avec chœur, donne des conférences, présente les concerts. Toujours dans ce souci du pastoral et du culturel intimement liés, il fait réaliser une série d’enregistrements des chœurs de la cathédrale et des grandes orgues dont la plupart demeurent des références discographiques depuis leur parution. En 1980, il dirige tous les effectifs musicaux de la cathédrale à l’occasion de la venue du pape Jean-Paul II.
Jehan Revert quitte la direction de l’école en 1983, prenant sa retraite de maître de chapelle huit ans plus tard.
Maître de chapelle émérite, Mgr Revert assurait des offices au chœur de Notre-Dame. Voix unique à jamais liée aux voûtes séculaires, il présentait toujours les concerts de Musique Sacrée à Notre-Dame de Paris et les auditions aux grandes orgues.
Son action à la cathédrale de Paris a inspiré d'autres musiciens, notamment Pierre Pincemaille à la cathédrale de Saint-Denis.
Mgr Revert meurt le 29 avril 2015. Ses obsèques sont célébrées le 2 mai suivant par le cardinal André Vingt-Trois, en la cathédrale Notre-Dame de Paris.
Monseigneur Jehan Revert était Chevalier de la Légion d'honneur.

## Disques
- Collection Trésors Classiques Philips 8e Centenaire de Notre Dame de Paris, André Campra psaume In Convertendo, Pierre Desvignes Te Deum, Louis Vierne Marche triomphale pour le centenaire de Napoléon Ier, Pierre Cochereau Paraphrase de la dédicace, maitrise de Notre Dame de Paris chœurs de la cathédrale direction : chanoine Jehan Revert, solistes fanfares et orchestre des Concerts Lamoureux direction : Armand Birbaum, aux grandes orgues : Pierre Cochereau, premiers enregistrements mondiaux réalisés à Notre Dame de Paris en avril 1963.
- Charles de Gaulle, Messe solennelle à Notre Dame de Paris, 12 novembre 1970, la Maitrise de Notre Dame de Paris dirigée par Jehan Revert, Pierre Cochereau orgue, (orgue dès 10 H 30, choral final de la Passion selon Saint Matthieu de J.S. Bach, chant du Réquiem grégorien, Kyrie grégorien et polyphonie, offertoire orgue improvisation de Pierre Cochereau, Sanctus de la Messe des défunts, communion orgue improvisation de Pierre Cochereau, O jesus christe Van Berchem, De Profundis, choral final de la Passion selon Saint Jean de J.S. Bach, orgue Pierre Cochereau) disques Deesse.
- Les Offices du dimanche à Notre-Dame de Paris, La Maitrise de Notre Dame, les chœurs de la cathédrale dirigés par Jehan Revert et Pierre Cochereau aux grandes orgues, Arnold Batselaere et Michel Henri Fischer à l'orgue de chœur, 27 février 1976.
- Les Grandes Heures liturgiques à Notre-Dame de Paris, La Maitrise de Notre Dame et l'ensemble Contrepoint dirigés par Jehan Revert et Jean Gabriel Gaussens, avec Pierre Cochereau aux grandes orgues, flutistes dans la Prose de Pâques Guy et Jean Michel Angelloz, Léon Souberbielle et Jacques Marichal à l'orgue de chœur, 16 et 18 juin 1973.
- Grandes Heures liturgiques à Notre Dame de Chartres, Saint Fulbert, abbé Joseph Louis, Alphonse Marre, Magnificat ton royal du XVIIe siècle, Francis Poulenc, Victor Ruello, Ergone Caelestium Prose de la dédicace de la cathédrale Notre Dame de Chartres du XVIIIe siècle, postlude improvisé au grand orgue par Philippe Lefebvre, La Maitrise de Notre Dame de Paris, La Maitrise de la résurrection Asnières, et l'ensemble des chorales du diocèse de Chartres sous la direction de Jehan Revert, Francis Bardot et Jean Tissier, avec la participation au grand orgue de Philippe Lefebvre organiste titulaire, et à l'orgue de chœur de Patrick Delabre titulaire adjoint, juin 1980.
- Jean Langlais à Notre Dame de Paris, Messe Salve Regina, Psaume solennel no 3, Chorals pour trompette et orgue avec Pierre Cochereau aux grandes orgues, Roger Delmotte trompette, La Maitrise de Notre Dame de Paris direction Jehan Revert, Les Petits Chanteurs de Sainte Marie d'Anthony direction Patrick Giraud, La Maitrise de la résurrection direction Francis Bardot, L'Ensemble de cuivres Roger Delmotte, le Quatuor de trombones de Paris, orgue de chœur Georges Bessonnet, décembre 1979 et février 1980.
- La Semaine sainte à Notre Dame de Paris, La Maitrise de Notre Dame, les chœurs de la cathédrale dirigés par Jehan Revert et Pierre Cochereau aux grandes orgues, février 1977.
- Les Plus Beaux Chants grégoriens à Notre Dame de Paris, avec Pierre Cochereau aux grandes orgues, mai 1980 et juin 1981.
- Une Nuit de Noël à Notre-Dame de Paris, la Maitrise de Notre Dame, les chœurs de la cathédrale, l'ensemble Contrepoint, L'Ensemble de cuivres Gabriel Masson, dirigés par Jehan Revert, Léon Souberbielle et Jacques Marichal à l'orgue de chœur et Pierre Cochereau aux grandes orgues, mars et juin 1974.
- Léonce de Saint Martin à Notre Dame de Paris, Messe en si - Magnificat - Compositions pour orgue, avec Pierre Cochereau aux grandes orgues,
- Requiem de Fauré chanté à voix d'enfants à Notre Dame de Paris, avec Pierre Cochereau orgue, la Maitrise de Notre Dame direction Jehan Revert, la Maitrise de la résurrection direction Francis Bardot, l'Ensemble national de France direction Christian Guoinguene, soprano garçon formation Roger Thirot, Roger Soyer baryton, mars 1979.
- Jean Paul 2 à Notre Dame de Paris, Pierre Cochereau aux grandes orgues, la Maitrise de Notre Dame et les Manécanteries sœurs de la fédération d'Ile-de-France des Pueri Cantores dirigées dans la cathédrale par le maitre de chapelle Jehan Revert et sur le parvis par Arnold Batselaere responsable de la synchronisation générale et du duplex, flutistes Guy et Jean Michel Angelloz, timbales, 30 mai 1980.
- Coffret Auvidis Antenne 2 Jean Paul 2 en France la Maitrise de Notre Dame de Paris avec des Manécanteries des Pueri Cantores renforcées par quelques chorales d'adultes de la région parisienne, l'ensemble étant dirigé dans Notre Dame par Jehan Revert et sur le parvis par Arnold Batselaere responsable de la synchronisation et duplex, aux grandes orgues : Pierre Cochereau, flutistes : Guy et Jean Michel Angelloz, Tu es petrus Franz Liszt, Magnificat royal, Chantez au seigneur terre entière Jehan Revert, psaume 150 Cesar Franck, Christus vincit.
- Chant grégorien et orgue mystique de Charles Tournemire à Notre Dame de Paris, chœur grégorien direction Jehan Revert, Jacques Marichal à l'orgue de chœur, Pierre Moreau aux grandes orgues, 1977.
- La Maitrise de Notre Dame de Paris sous la direction de Jehan Revert avec l'orchestre de François Raubert.
- Témoignage de Jehan Revert dans le DVD Cochereau, disques du Solstice.
- Polla Ta Dhina de Iannis Xenakis, 1969[5]
- Oresteia de Iannis Xenakis, 1970[6]